# Земляничненська сільська рада
Земляни́чненська сільська́ ра́да — адміністративно-територіальна одиниця та орган місцевого самоврядування в Білогірському районі Автономної Республіки Крим. Адміністративний центр — село Земляничне.

## Загальні відомості
- Населення ради: 1 443 особи (станом на 2001 рік)

## Населені пункти
Сільській раді були підпорядковані населені пункти:
- с. Земляничне
- с. Оленівка
- с. Опитне
- с. Радісне
- с. Родники
- с. Синьокам'янка
- с. Учебне

## Населення
Згідно з переписом УРСР 1989 року чисельність наявного населення сільської ради становила 1322 особи, з яких 604 чоловіки та 718 жінок.
За переписом населення України 2001 року в сільській раді мешкало 1408 осіб.

### Мова
Розподіл населення за рідною мовою за даними перепису 2001 року:
| Мова              | Відсоток |
| ----------------- | -------- |
| кримськотатарська | 48,02 %  |
| російська         | 45,05 %  |
| українська        | 5,41 %   |
| болгарська        | 0,55 %   |
| грецька           | 0,14 %   |
| молдовська        | 0,07 %   |
| інші              | 0,76 %   |

## Склад ради
Рада складалася з 16 депутатів та голови.
- Голова ради: Куртсеітов Єнвер Наріманович
- Секретар ради: Куртумеров Асан Енверович

### Керівний склад попередніх скликань
| Прізвище, ім'я, по батькові  | Основні відомості                                                             | Дата обрання | Дата звільнення |
| ---------------------------- | ----------------------------------------------------------------------------- | ------------ | --------------- |
| Куртсеітов Енвер Наріманович | Сільський голова, 1964 року народження, безпартійний                          | 26.03.2006   | 31.10.2010      |
| Куртсеітов Єнвер Наріманович | Сільський голова, 1964 року народження, освіта середня загальна, безпартійний | 31.10.2010   |                 |

Примітка: таблиця складена за даними сайту Верховної Ради України

### Депутати
За результатами місцевих виборів 2010 року депутатами ради стали:

#### За суб'єктами висування
| Суб'єкт висування | Кількість обраних депутатів | %  |
| ----------------- | --------------------------- | -- |
| Партія регіонів   | 8                           | 50 |
| Самовисування     | 8                           | 50 |

#### За округами
| № округу        | Прізвище, ім'я, по батькові    | Дата визнання обраним | Освіта  | Партійна приналежність | Відомості про обраного депутата                              |
| --------------- | ------------------------------ | --------------------- | ------- | ---------------------- | ------------------------------------------------------------ |
| Партія регіонів |                                |                       |         |                        |                                                              |
| 3               | Пулько Євген Віталійович       | 04.11.2010            | середня | член Партії регіонів   | пенсіонер                                                    |
| 4               | Кандибко Анатолій Кузьмич      | 04.11.2010            | середня | позапартійний          | пенсіонер                                                    |
| 5               | Бекіров Ескендер Едемович      | 04.11.2010            | середня | член Партії регіонів   | Земляничненська загальноосвітня школа, охоронець             |
| 11              | Зебрева Людмила Дмитрівна      | 04.11.2010            | вища    | член Партії регіонів   | тимчасово не працює                                          |
| 13              | Шевельов Юрій Михайлович       | 04.11.2010            | вища    | член Партії регіонів   | інститут «Кримземпроект», заступник директора                |
| 14              | Куртсеітова Сайде Нариманівна  | 04.11.2010            | вища    | позапартійна           | приватний підприємець                                        |
| 15              | Аблязімов Рустем Наріманович   | 04.11.2010            | середня | позапартійний          | тимчасово не працює                                          |
| 16              | Куртумеров Асан Енверович      | 04.11.2010            | середня | позапартійний          | тимчасово не працює                                          |
| Самовисування   |                                |                       |         |                        |                                                              |
| 1               | Алімова Ельміра Тельманівна    | 04.11.2010            | середня | позапартійна           | Земляничненський фельдшерсько-акушерський пункт, завідувачка |
| 2               | Швець Ніна Олександрівна       | 04.11.2010            | вища    | позапартійна           | Земляничненська сільська рада, головний бухгалтер            |
| 6               | Османов Леннур Куртвелійович   | 04.11.2010            | середня | позапартійний          | тимчасово не працює                                          |
| 7               | Шамілов Наріман Дляверович     | 04.11.2010            | середня | позапартійний          | тимчасово не працює                                          |
| 8               | Аппазова Сідика Абдурахманівна | 04.11.2010            | середня | позапартійна           | Земляничненська сільська рада, секретар                      |
| 9               | Аблязов Лутфін Джаферович      | 04.11.2010            | середня | позапартійний          | ПП «Порошина Т. Ю.» м. Судак, продавець                      |
| 10              | Мустафаєв Зоїр Ємірвейсович    | 04.11.2010            | середня | позапартійний          | тимчасово не працює                                          |
| 12              | Халілова Еміне Сейдаметівна    | 04.11.2010            | середня | позапартійна           | тимчасово не працює                                          |